# Basili Venanci (cònsol 508)
(Deci) Basili Venanci (floruit 508–533), va ser un aristòcrata romà que va viure durant el Regne Ostrogot.
Probablement era fill de Deci Mari Venanci Basili, cònsol l'any 484. Venanci va tenir diversos fills que es van convertir en cònsols, entre ells Deci, cònsol de 529, i Deci Paulí, cònsol de 534.
El mateix Venanci va ser cònsol l'any 508, juntament amb Cèler. En una data incerta, però anterior a l'any 511, va ser elevat al rang de patrici. El 533 encara era viu, i encara ostentava el patriciat, ja que trobem que el rei Atalaric el va felicitar per l'ascens del seu fill Deci Paulí al consolat, i (més important) per la riquesa per finançar les celebracions que van acompanyar tant el seu ascens com el dels seus germans.